# 基洛托阿火山
0°51′40″S 78°53′50″W / 0.861193°S 78.897285°W

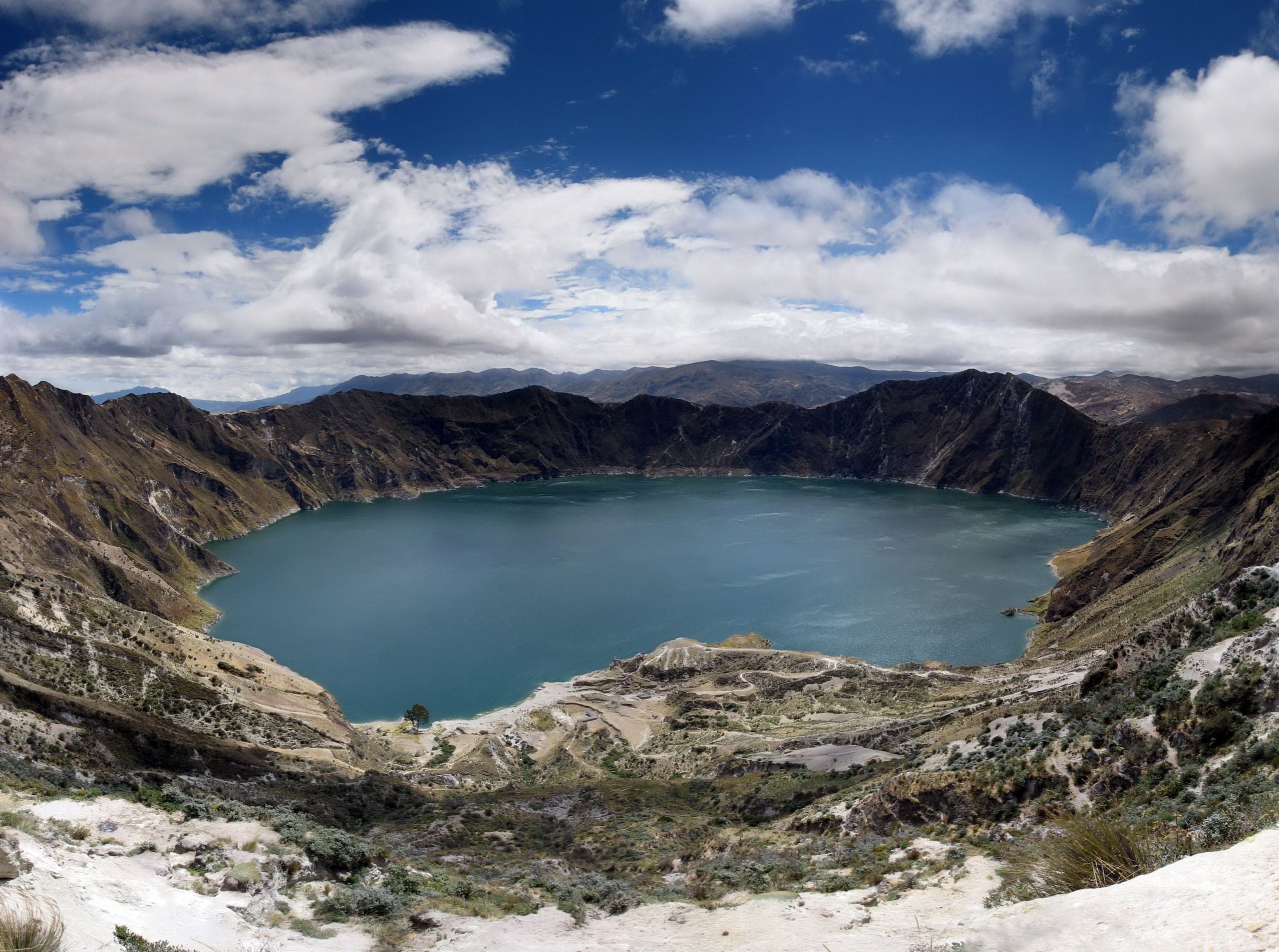

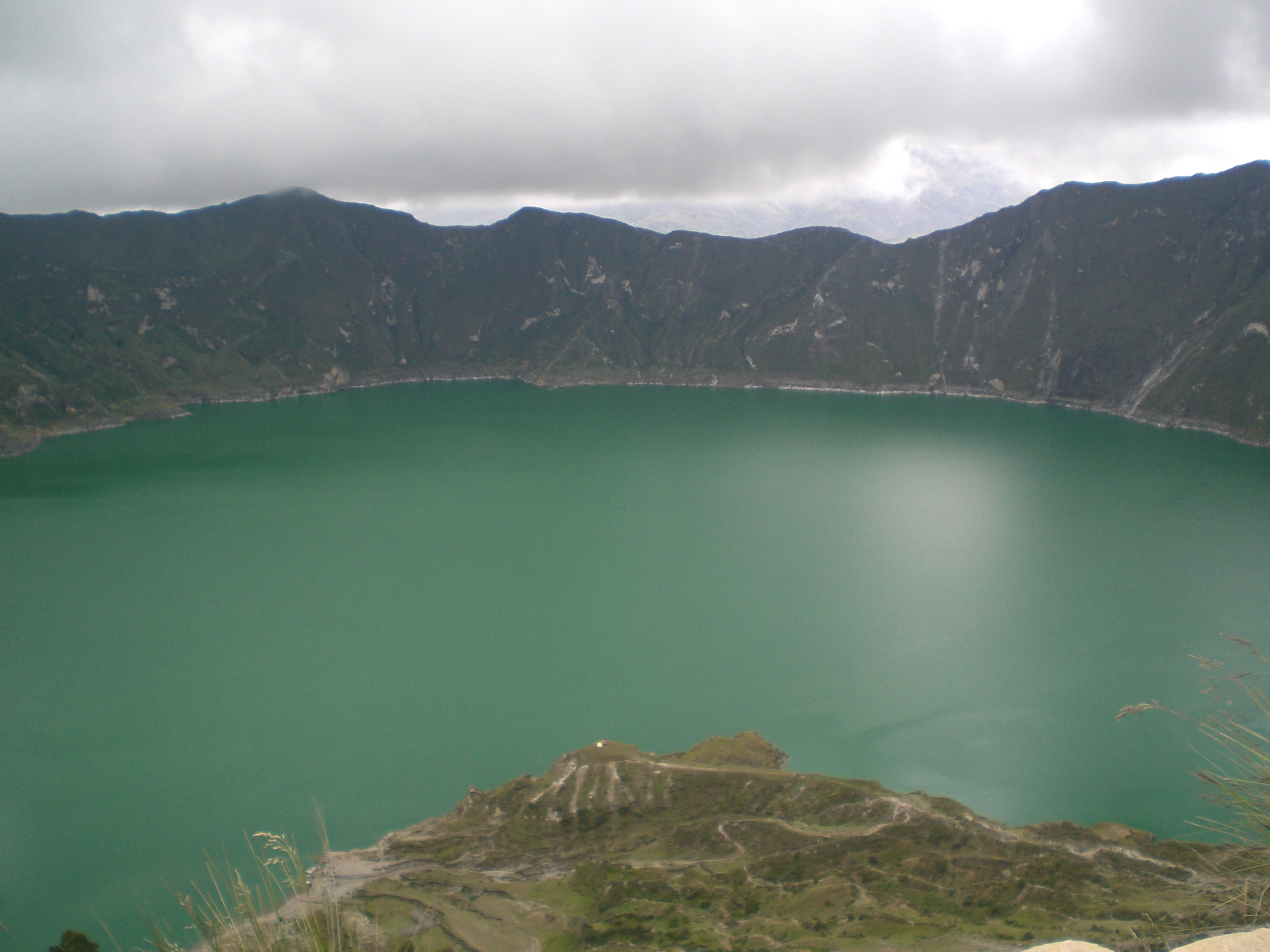

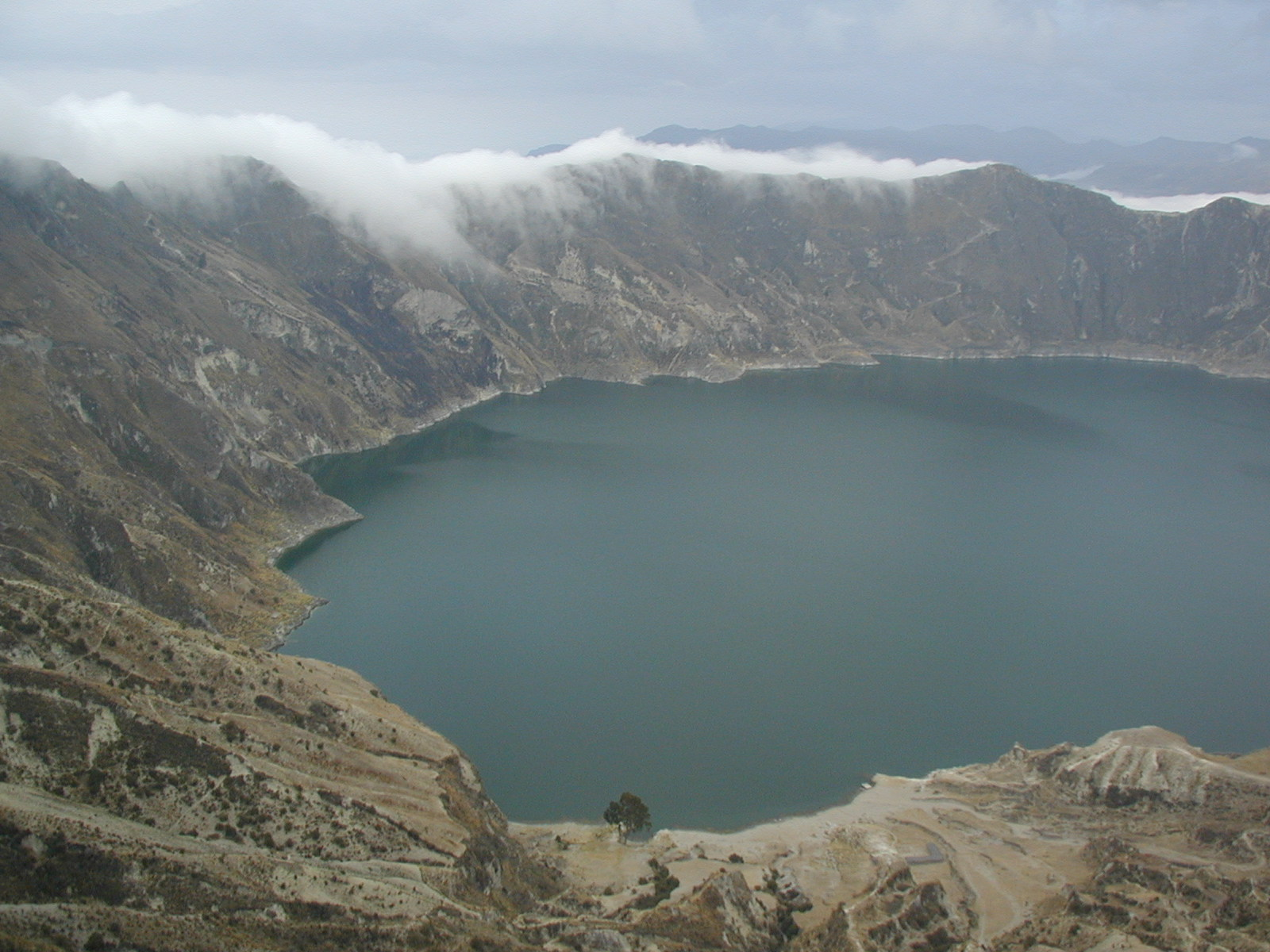

基洛托阿火山是厄瓜多爾的火山，位於該國中北部，由科托帕希省負責管轄，屬於安第斯山脈的一部分，海拔高度3,914米，最近一次火山噴發在1280年發生。

## 外部連結
- Travel information（页面存档备份，存于）
- Travel information
- Jan 2009 Updated travel info（页面存档备份，存于）
- Events in Quilotoa